# 美良縣
美良縣，是明代交阯承宣布政使司下轄的一個縣，治所約在今越南河內市美德縣和和平省良山縣。

## 沿革
- 永樂五年（1407年）六月癸未置，屬廣威直隸州領[3][4][5][6][7]。
- 永樂六年冬十月庚子，設交阯美良縣八圭巡檢司[8]。
- 永樂十四年五月丙午，設美良縣僧會司[9]。
- 永樂十六年三月丁巳，設美良縣儒學[10]。
- 永樂十七年秋九月丙辰，並廣威州之美良縣入本州[11]。